# S.O.S. (album)
S.O.S. je šesté studiové album skupiny Arakain. Bylo vydáno v roce 1996 a obsahuje 12 skladeb.

## Seznam skladeb
| Pořadí | Název            | Délka |
| ------ | ---------------- | ----- |
| 1.     | To jsme my       |       |
| 2.     | S.O.S            |       |
| 3.     | Páteční flám     |       |
| 4.     | Třináctá komnata |       |
| 5.     | Loutky           |       |
| 6.     | Adrian           |       |
| 7.     | Schody nikam     |       |
| 8.     | Hladit vlasy tvý |       |
| 9.     | Hanibal          |       |
| 10.    | Hlas krve        |       |
| 11.    | Blázni víry      |       |
| 12.    | Tuším zradu      |       |